# همام اللوح
همام محمود حسن اللوح (1987-2023) هو استشاري أمراض وزراعة الكلى وضغط الدم، عَمل في مستشفى الشفاء ومستشفى شهداء الأقصى، بالإضافة إلى تدريسه في الجامعة الإسلامية وجامعة الأزهر في غزة.

## سيرته
وُلد همام محمود اللوح في غزة في 26 أبريل 1987، تلقى تعليمه الإبتدائي والثانوي في مدارس غزة، ثم التحق بكلية الطب في جامعة صنعاء وتخرج منها عام 2011، وتخصص بعدها في الأمراض الباطنية والكلى في الأردن بمنحة طبية من برنامج الهلال الأحمر القطري للمنح الطبية التخصصية، وحصل على المركز الأول في البورد العربي والأردني والفلسطيني في أمراض الكلى وعُين في مستشفى الأردن أخصائي كلى عام 2018. بعدها عاد إلى غزة ليكون طبيب الكلى الوحيد في القطاع. وكان أحد استشاريي الهلال الأحمر القطري الذين ساهموا في تنفيذ مشروع "عمليات جراحية تخصصية للمرضى الفقراء بغزة".
في 12 نوڤمبر 2023 استهدفت غارات القوات الجوية الإسرائيلية منزل اهل زوجته بجوار مستشفى الشفاء واستشهد مع والده ووالد زوجته وصهره. وكانت آخر رسالة له قبل استشهاده عندما سألته الصحفية الأميركية إيمي غودمان عن سبب عدم مغادرته المستشفى إلى مكان آمن في الجنوب فكان رده: "إذا غادرت من سيعالج المرضى؟ إنهم بشر يستحقون الرعاية الصحية وليسوا حيوانات".
قد نشرت هولي كيرنز زعيمة الحزب الديمقراطي الإشتراكي في إيرلندا عن المقابلة الأخيرة التي أجراها اللوح في مناقشة برلمانية إيرلندية.
يُشار أن والدة اللوح هيفاء السراج والتي تعمل طبيبة أيضاً لاتزال محاصرة مع زوجته وطفليه ذو الخمسة والأربعة أعوام وأقارب آخرين بينهم أطفال في محيط المنزل.